# Irene (grup de música)
Irene és un grup suec de música indie. Es va crear a Göteborg l'any 2005 i ha tret al mercat dos discos: Apple Bay (2006) i Long Gone Since Last Summer (2007). Ha actuat internacionalment a la Gran Bretanya, a Irlanda i a Espanya, incloent-hi diversos concerts a Barcelona.

## Discografia
- Apple Bay

|      | Apple Bay                            |        |
| Núm. | Títol                                | Durada |
| 01.  | "Simple Chords (Intro)"              | 1:02   |
| 02.  | "Stardust"                           | 1:16   |
| 03.  | "To Be With You"                     | 2:19   |
| 04.  | "Little Things (That Tear Us Apart)" | 1:54   |
| 05.  | "Waterfront"                         | 1:59   |
| 06.  | "Only You"                           | 1:53   |
| 07.  | "Accidentally Yours"                 | 2:24   |
| 08.  | "Only You"                           | 1:53   |
| 09.  | "Into The Sun"                       | 1:58   |
| 10.  | "Baby I Love Your Way"               | 2:11   |
| 11.  | "Summer's Gone"                      | 2:49   |
| 12.  | "The Game"                           | 2:05   |

- Long Gone Since Last Summer

|     | Long Gone Since Last Summer |        |
| Nº  | Títol                       | Durada |
| 01. | "By Your Side"              | 4:12   |
| 02. | "End Of The Line"           | 2:16   |
| 03. | "Looking For Love "         | 2:12   |
| 04. | "Seaside"                   | 2:09   |
| 05. | "Out Of Tune"               | 3:07   |
| 06. | "Little Lovin'"             | 2:46   |
| 07. | "Winterlude"                | 1:27   |
| 08. | "Back To Back"              | 1:53   |
| 09. | "September Skies"           | 2:12   |
| 10. | "Always On My Mind"         | 2:05   |
| 11. | "Last Forever"              | 2:48   |